# Drei Kreuze (Brauch)
Der Brauch, Drei Kreuze in die Schnittfläche eines Baumstumpfes zu schneiden, war bis ins 20. Jahrhundert nach dem Fällen eines Baumes verbreitet.

## Hintergrund
Ohne Motorsäge war das Fällen eines Baumes anstrengend und gefährlich. Als Dank verewigten die Waldarbeiter auf dem Baumstumpf drei Kreuze, was auch mit der trinitarischen Formel „Im Namen des Vaters und des Sohnes und des Heiligen Geistes“ gedeutet wird.
Weitere Überlieferungen legen den Volksglauben nahe, dass Sünder ruhelos als „arme Seelen“, von der Wilden Jagd verfolgt, durch den Wald streifen. Nur auf den gekennzeichneten Baumstümpfen konnten sie Ruhe finden und rasten. Andere Quellen beschreiben diese Wirkung für die Seelen von zu Tode gekommenen Kollegen der Waldarbeiter. Ebenso sollten die so markierten Baumstümpfe Menschen Schutz bieten, die von „bösen Mächten“ im Wald verfolgt werden.
Ebenso wird ein Zusammenhang zum Glauben an im Baum lebende Baumgeister hergestellt, die nach dem Anbringen von drei Kreuzen gebändigt werden und ihre Rache für die Fällung des Baumes nicht mehr ausleben können.